# Harae

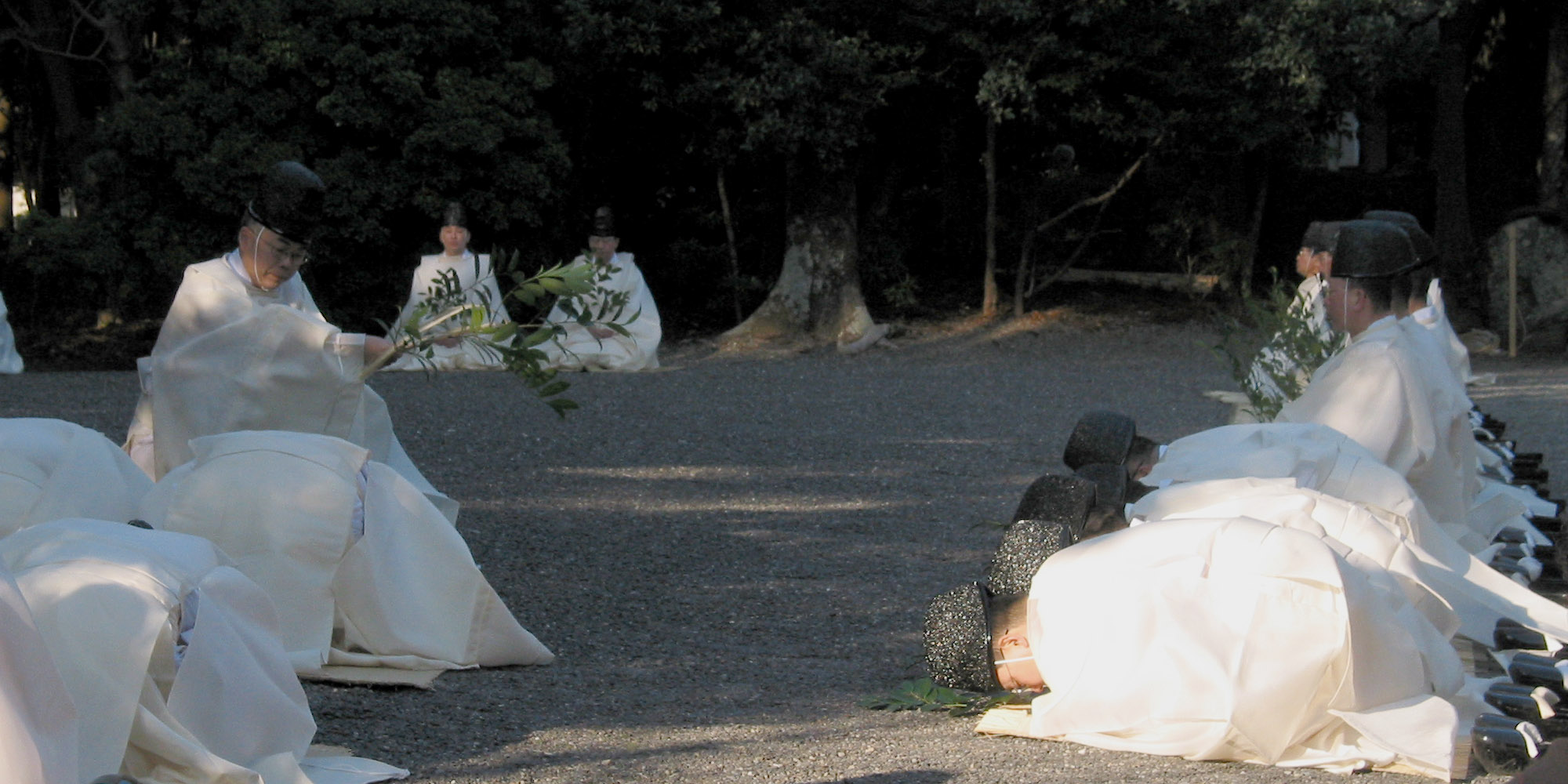
Purification de la veille du Nouvel An au sanctuaire intérieur d'Ise Jingu

Le harae ou harai (祓) est une cérémonie shinto de purification par ablutions (misogi) et rites de repentance.
Ils sont nécessaires au fidèle shinto qui souhaiterait aller prier au sanctuaire. On trouve aussi le nom de ōharae (大祓) pour les rites les plus anciens pratiqués lors de cérémonies publiques. Il a donné lieu à de nombreux festivals (matsuri) et rites shinto durant lesquels des prêtres purifient l'assistance via un grand gohei de papier ou des pois rouges.
La légende du bain du dieu Izanagi est considérée comme la fondation du harae.

## Nagoshi no harae
Nagoshi no harae (夏越の祓) est un harae particulier qui se célèbre le dernier jour du sixième mois, dérivé du ōharae.
On fabrique de grands cercles en chaume, assez larges pour qu'une personne puisse y passer debout, et on les place dans les sanctuaires. La croyance voulait que traverser ce cercle permettait de se purifier en se débarrassant des soucis et des malheurs accumulés pendant les six premiers mois de l'année.
Certains sanctuaires proposaient en plus des katashiro, une pratique consistant à écrire son nom sur un morceau de papier en forme de silhouette humaine. Ce substitut de papier absorbait ainsi les maux du fidèle et était ensuite brûlé au sanctuaire pour que celui-ci retrouve la santé.